# 不丹历史

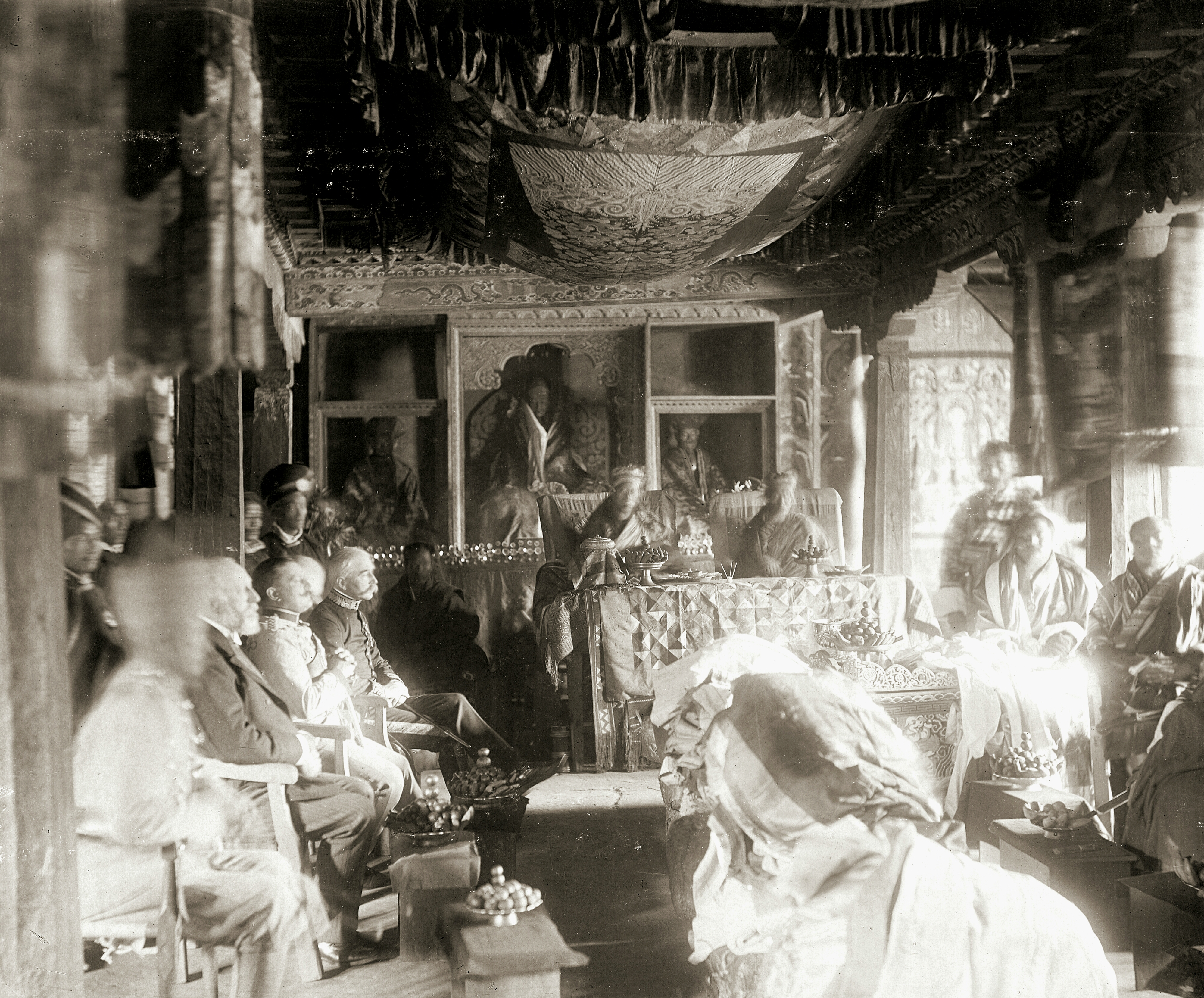
1905年的不丹朝堂上

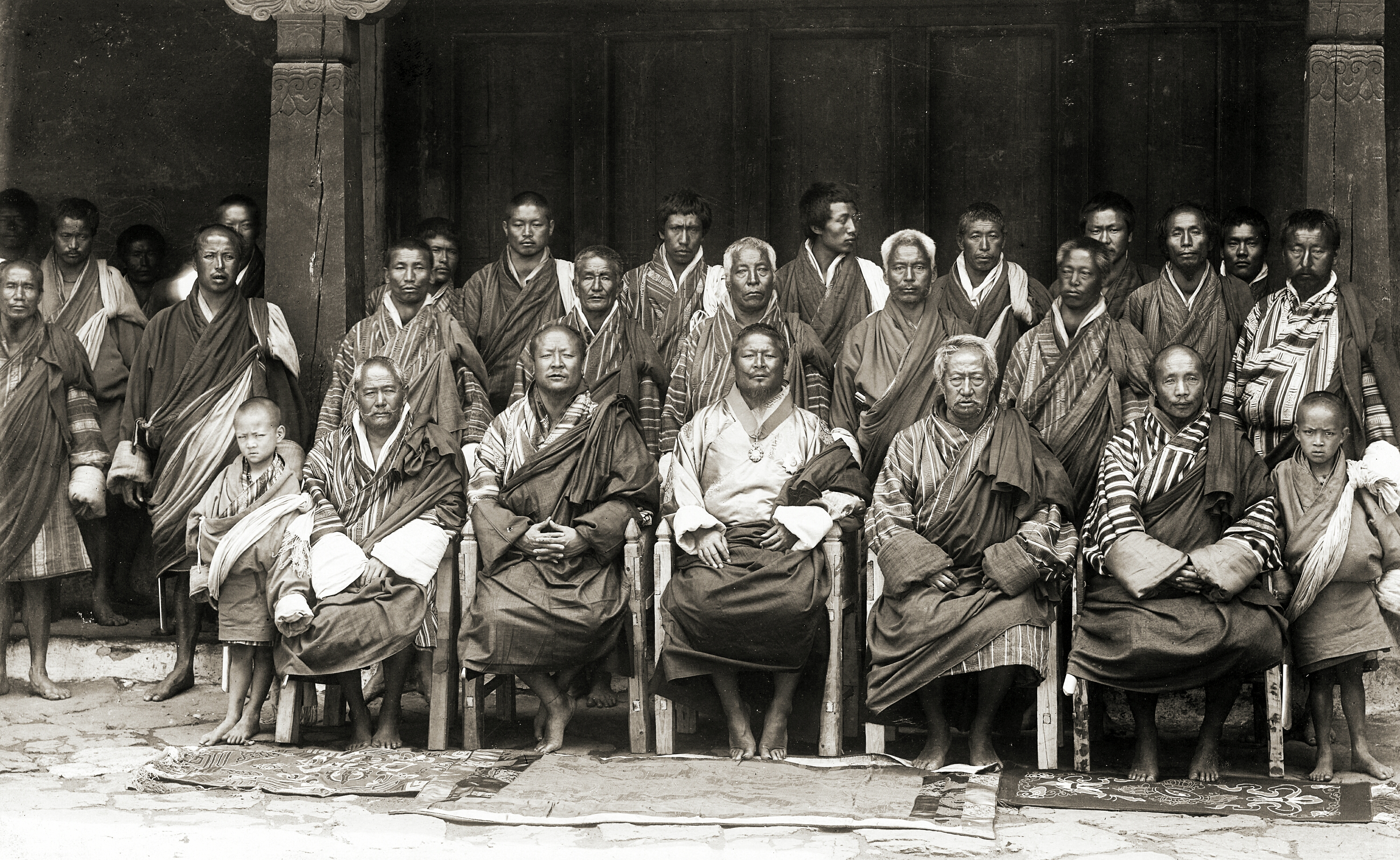
1905年不丹皇宮外皇族合影

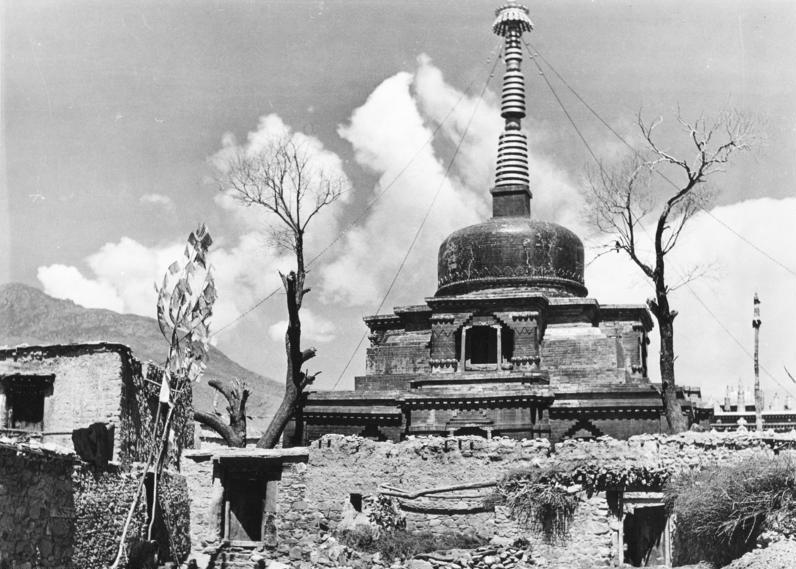
1938年不丹

不丹历史充满着神秘色彩。

## 起源和早期定居者
虽然史前的不丹历史还没有被考证，但有证据显示最早在公元前2000年左右已有人类开始使用石器和武器。
6世紀中葉以前，不丹是印度迦摩缕波王国（Kamarupa）的領地，生活著土著庫奇人。650年，由於迦摩缕波王國政治動蕩，吐蕃王國的藏人遷入不丹地區，驅逐了庫奇人，使不丹脫離了印度人的統治，成為西藏政權的边陲。“不丹”这个名字就义爲吐蕃（Bhota）的边陲（anta）。
7世纪，佛教开始传入不丹。吐蕃国王松赞干布命人在今不丹中部的布姆唐，和帕罗宗建造了两所寺院（“宗”是藏地行政制度的延續，如漢地的縣）。
8世紀，蓮花生菩萨曾至不丹傳教。此时的不丹即为吐蕃一个部落。8世紀中葉至9世纪，西藏东部康区的藏人大量迁入不丹东部；而不丹西部的族群主要来自西藏春丕谷和锡金北部；这些族群共同生活，由於吐蕃朗達瑪政權的崩潰，不丹开始形成独立部落。
12世纪后藏传佛教竺巴噶举派逐渐执掌权力实行政教合一。不丹在13世纪元朝统一西藏后，受元朝总制院管辖，將漢化的四足三爪龍視為雷神和部落象征。

## 神权政府（1616年至1907年）
1616年西藏的夏仲·阿旺朗杰喇嘛進入不丹，利用地利人和，先后五次打败格鲁派（“五喇嘛之戰”），以及驅逐拉巴噶举派、南宁巴派等派別，终于在不丹立足。他自立為竺克“夏仲”仁波切喇嘛（Shabdrung Rinpochhe Lama），統一不丹，制定了政教合一的制度 ，奠定了现代不丹的领土、民族和宗教的基础。
西藏與不丹的宗藩關係在十八世紀頗羅鼐掌政西藏的時期確立。清朝政府未將不丹納入屬國，但允許西藏擁有自己的屬國。1772年遭英国入侵，沦为英国的保护地。1778年，尼泊尔廓尔喀人入侵锡金和西藏腹地，1792年清朝军队反攻尼泊尔并使其成为藩属国，又通过西藏控制锡金、不丹。1865年，英國東印度公司强迫不丹签订《辛楚拉条约》，割取2000平方公里土地。
1650年，夏仲·阿旺朗杰建立了宣政院（Lhan Rgyas Tshogs），又仿照西藏摄政制度（第巴）設置德布（Deb）官職，管理國政。次年，不丹頒布第一部憲法《法令》（Rtsa Yig），規定不丹的國王爲世襲制，并是宗教事務的最高權威。憲法還規定向農民征收賦稅須其自願貢獻。
1676年至1700年，不丹與錫金、西藏發生了幾次戰爭。

## 世袭君主制的建立（1907年）
1907年，乌颜·旺楚克废除德布王，自任国王，建立不丹王国，實際上是英国的保護国。由于在英国的保护之下並無外交权利，在印度独立后，其保护国也由英国转移为印度。1910年1月，英国同不丹签订《普那卡条约》，规定不丹在对外事务上受英国指导。

## 中央政府的发展（1926年至1952年）
乌颜·旺楚克于1926年去世，由他的儿子吉格梅·旺楚克（在位1926年至1952年）。第二任国王继续他父亲的集中化和现代化建设的努力。他建造了学校，诊所和道路。在吉格梅·旺楚克的统治时期，寺院、地区政府日益受到王室的控制。但是，不丹大体保持隔离国际事务。
1949年8月，印度独立之后，同不丹签订《永久和平与友好条约》，规定不丹在对外事务上受印度指导。印度不仅可以作为其保护国有权干涉其外交，亦在其国内有驻军。

## 吉美多吉的现代化（1952年至1972年）
1952年初，吉格梅·多吉·旺楚克登基成为第三任国王。之前，他与接受过欧洲教育的表妹结婚。在他的20年统治下，不丹继续朝着现代化前进。他的第一次改革包括于1953年建立
不丹国家议会。
1971年，不丹在印度允許下加入联合国。

## 现今
1972年第四代国王吉格梅·辛格·旺楚克继承王位，继续奉行和印度的密切關係。1973年，成为不结盟运动成员1985年，成为南亚区域合作联盟成员。
2006年，吉格梅·辛格·旺楚克把王位讓位予其子。2007年，不丹同印度签署修订的《不印友好条约》，不丹推行宪政改革，向君主立宪制过渡。2008年3月24日，不丹迎来首次民主选举，直接选举国民议会议员，4月在此基础上产生首个民选政府，国王仍維持較大影響力。
2013年，不丹举行第二次大选，人民民主党获胜，首次实现执政党轮替。2018年，不丹進行國民議會選舉，洛塔·策林當選首相。

## 延伸阅读
- 《列國志·不丹》